# Голицына, Александра Петровна
Княгиня Алекса́ндра Петро́вна Голи́цына (урождённая Прота́сова; 20 марта 1774 — 11 сентября 1842, Санкт-Петербург, Российская империя) — фрейлина и писательница из русского дворянского рода Протасовых.

## Биография
Родилась 20 марта 1774 года в семье сенатора, генерал-поручика Петра Степановича Протасова (1730—1794) и его супруги Анны Ивановны (1750—1782). У Александры были четыре сестры:
- Екатерина Петровна (1776—1859), в замужестве за графом Фёдором Васильевичем Ростопчиным;
- Варвара Петровна, умершая в девицах;
- Вера Петровна (1780?— 1814), в замужестве за Иларионом Васильевичем Васильчиковым, впоследствии князем;
- Анна Петровна, за графом Варфоломеем Васильевичем Толстым.

Вместе с сёстрами рано осиротела и воспитывалась в доме у тётки, Анны Степановны Протасовой, камер-фрейлины и личного друга императрицы Екатерины II, под присмотром госпожи де-Пон.
Протасова дала своим племянницам блестящее, по меркам того времени, образование, особое внимание уделялось иностранным языкам, в том числе латыни и греческому, однако же русский язык, отечественная история и религия остались в забвении. По просьбе тётки те из племянниц, кто не был замужем к моменту коронации Александра I, получили графское достоинство.
Была пожалована в фрейлины, и в 1791 году вышла замуж за шталмейстера, тайного советника князя Алексея Андреевича Голицына (1767—1800). Однако брак был недолог, спустя 9 лет Александра Петровна овдовела.
Княгиня, искавшая утешения, но слабо знакомая с православием, нашла его в католичестве, как и её сёстры. 14 мая 1818 года она официально приняла католичество. Её примеру последовали и двое из её сыновей, а дочь даже стала монахиней и миссионеркой. Александра Петровна оказала также влияние и на некоторых других русских дворян, перешедших в католичество, её считали чуть ли не второй матерью Софьи Свечиной. Голицына порицала Свечину только за то, что та живёт за границей, в то время как истинной религии нужно служить на родине.

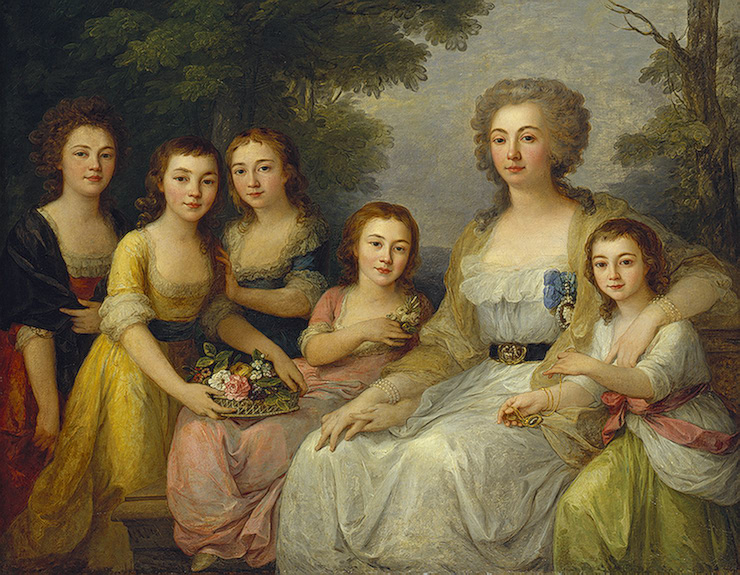
Ангелика Кауфман. «Портрет графини А. С. Протасовой с племянницами». 1788 год. Эрмитаж

В 1830-е годы княгиня взяла под покровительство поэта-слепца Козлова, который часто упоминает о ней в своём дневнике, относясь к ней с особой нежностью, как к матери. За несколько дней до смерти 18 января 1840 года он писал: «Эта святая женщина своей строгой положительностью умаляет сладость христианского милосердия, однако ж она всегда имеет святое влияние на мою душу, и я её люблю и почитаю чрезвычайно».
Княгиня скончалась 11 сентября 1842 года в Санкт-Петербурге, в своём доме на Миллионной, а похоронена была в Париже на Монмартрском кладбище.

## Семья
В браке имела двух дочерей и четырёх сыновей:
- Пётр Алексеевич (1792—1842), участник войны 1812 года и заграничных походов, ротмистр. В 1820 году принял католичество, с 1838 года состоял Богородским уездным предводителем дворянства, умер в Париже; с 1817 года был женат на Елизавете Антоновне Злотницкой (1800—1866). Большинство его потомков — также католики.

- Вера Алексеевна (179. — ум. в детстве)

- Павел Алексеевич (1796—11.09.1864), участник Заграничных походов 1813—1814 годов, поручик лейб-гвардии Семёновского полка, член «Союза благоденствия», масон, надворный советник и камер-юнкер, с 29 апреля 1825 года был женат на графине Наталье Николаевне Зотовой (1807—1873)[1]. Скончался от ревматизма в Париже, похоронен там же на Монмартре.

- Елизавета Алексеевна (1797—1844), в 15 лет, узнав, что её мать и сестры матери приняли католичество, написала собственной кровью торжественный обет противиться всеми силами Католической Церкви. Но после некоторого времени это сопротивление католичеству сменилось интересом к его учению и, наконец, желанием ближе с ним познакомиться. В 1815 году по настоянию матери приняла католичество, в 1826 году стала монахиней в Метце, была помощницей основательницы конгрегации Святейшего Сердца Иисуса Магдалины Софии Бара, канонизированной в 1908 году. Была генеральным секретарём Общества и визитатором всех учебных заведений, находящихся в ведомстве Общества в Европе и Америке, писательница. Умерла в католической миссионерской станции Св. Михаила в штате Луизиане, США.

- Александр Алексеевич (30.03.1798—1876), крестник А. С. Протасовой, штабс-ротмистр кавалергардского полка, уездный предводитель дворянства в Смоленской губернии, умер холостым в Москве.

- Алексей Алексеевич (1800—1876), масон, перешёл в католичество, с 1870 года Смоленский губернский предводитель; был женат с 1824 года на графине Александре Павловне Кутайсовой (1803—1881), дочери камергера П. И. Кутайсова и внучке павловского любимца.

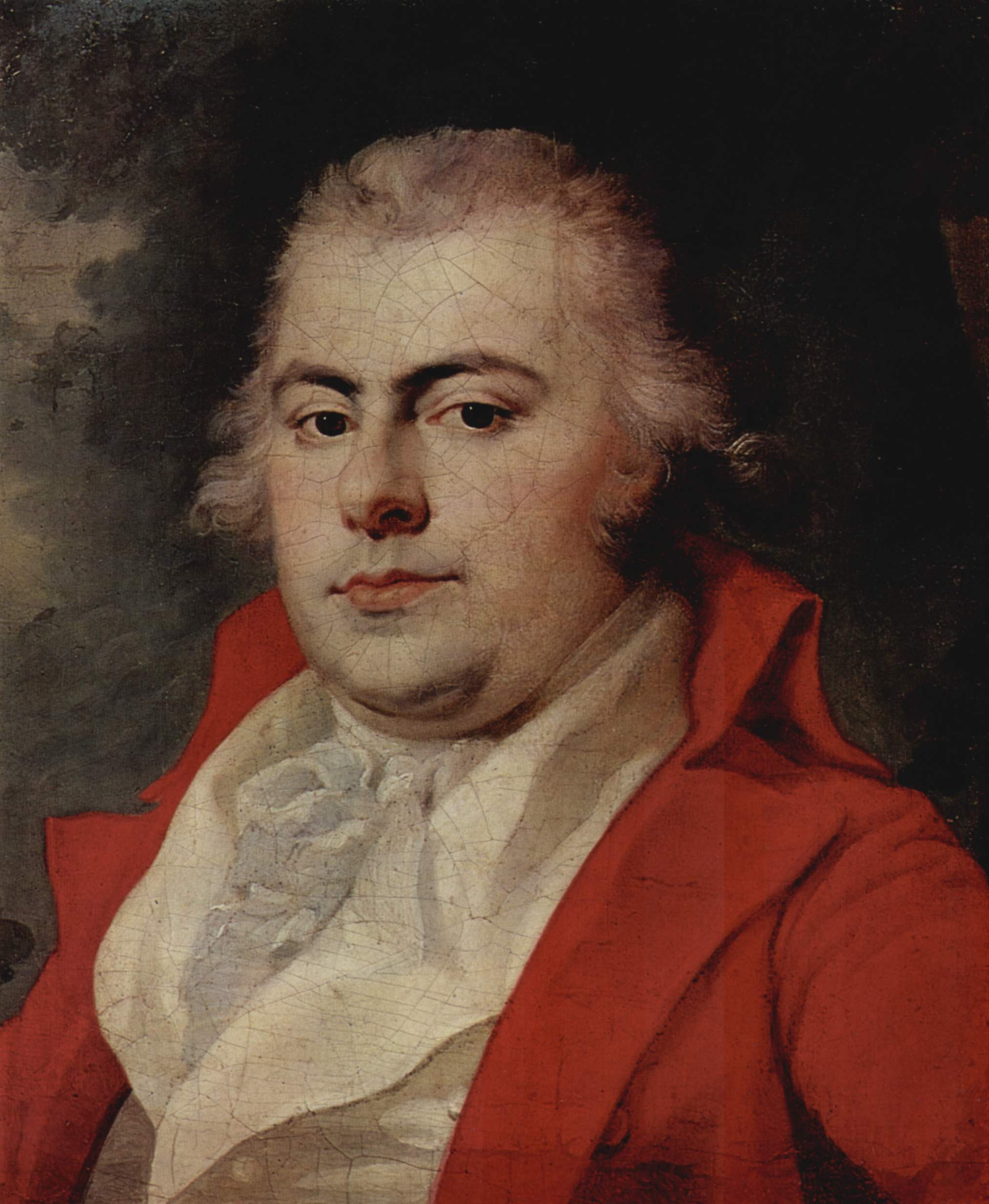
Алексей Андреевич Голицын
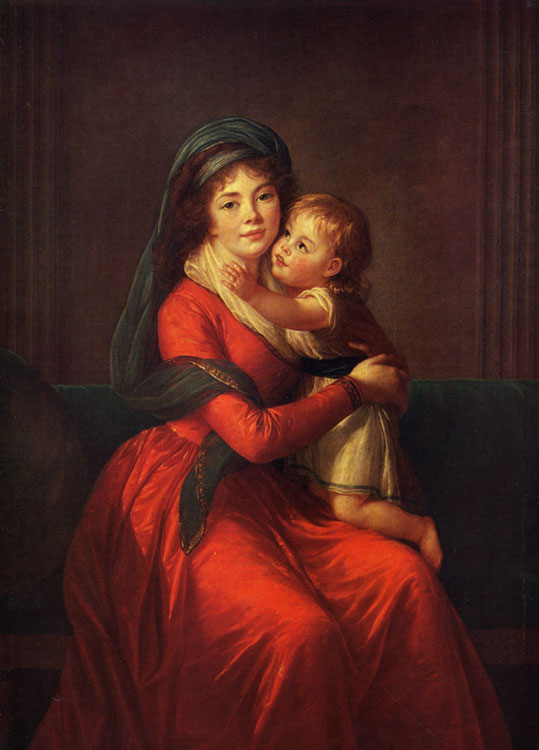
Голицына с сыном Петром
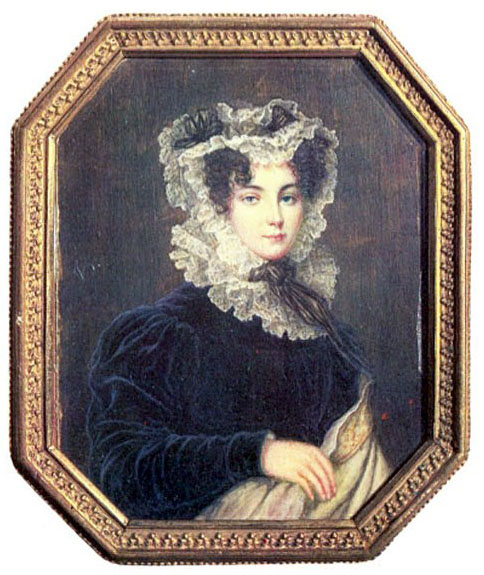
Елизавета Алексеевна, дочь